# Крамхолц, Дэвид
Дэвид Крамхолц (также Крумхольц или Крумгольц; англ. David Krumholtz; род. 15 мая 1978, Нью-Йорк) — американский актёр.

## Биография
Дэвид Крамхолц родился в бедной еврейской семье. Его мать — дантист Джуди, в 1956 году эмигрировавшая в США из Венгрии; отец — почтовый работник Майкл. Рос со старшей сестрой Дон. Окончил Нью-Йоркский университет.
Крамхолц начал актёрскую карьеру в тринадцать лет на Бродвее. Дебютная работа в кино: фильм «Жизнь с Майки» (1993) с Майклом Джей Фоксом. В 1994 году снялся в сериале Monty, но он был скоро закрыт, вышло всего несколько серий. Снялся в нескольких полнометражных фильмах, в том числе «Ледяной ветер», «Трущобы Беверли-Хиллз», «10 причин моей ненависти», «Высоты свободы». Первым фильмом, где Крамхолц сыграл главную роль, стала романтическая комедия «Ну ты и придурок!». Этот фильм, где Крамхолц снялся в паре с Миллой Йовович, вышел в прокат только на DVD. В 2004 году вышло два очень разных фильма, где Крамхолц сыграл маленькие роли: «Рэй» и «Гарольд и Кумар уходят в отрыв».
Наконец, в 2005 году актёр получил одну из главных ролей в сериале «4исла», где сыграл гениального математика Чарли Эппса, который помогает своему брату-агенту ФБР расследовать преступления. Телекритик Мэтт Раш писал, что роль Чарли Эппса для Крамхолца — это «возможно, его лучшая работа на телевидении». В этом телесериале также сыграли два актёра, с которыми Крамхолц уже вместе работал. С Джаддом Хиршем он играл на Бродвее, а с Питером Макниколом — в фильме «Семейные ценности Аддамсов».
В 2011 году Крамхолцу был диагностирован рак щитовидной железы, который ему удалось преодолеть.

## Личная жизнь
С 22 мая 2010 года женат на актрисе Ванессе Бриттинг, с которой познакомился в июне 2008 года. У супругов двое детей: дочь Пемма Мэй Крамхолц (род. 05.04.2014) и сын Джонас Крамхолц (род. 07.12.2016).

## Избранная фильмография
| Год       |   | Русское название                             | Оригинальное название                     | Роль                |
| --------- | - | -------------------------------------------- | ----------------------------------------- | ------------------- |
| 1993      | с | Закон и порядок                              | Law & Order                               | Скотти Фишер        |
| 1993      | ф | Семейные ценности Аддамсов                   | Addams Family Values                      | Джоэль Гликер       |
| 1994      | ф | Санта-Клаус                                  | The Santa Clause                          | эльф Бернард        |
| 1997      | ф | Ледяной ветер                                | The Ice Storm                             | Фрэнсис Дейвенпорт  |
| 1999      | ф | 10 причин моей ненависти                     | 10 Things I Hate About You                | Майкл Экман         |
| 1999      | ф | Высоты свободы                               | Liberty Heights                           | Яссел               |
| 2001      | ф | Мексиканец                                   | The Mexican                               | Бек                 |
| 2001—2002 | с | Скорая помощь                                | ER                                        | Пол Сабрики         |
| 2002      | ф | Ну ты и придурок!                            | You Stupid Man                            | Оуэн                |
| 2002      | ф | Санта-Клаус 2                                | The Santa Clause 2                        | эльф Бернард        |
| 2003      | ф | Хуже не бывает                               | Scorched                                  | Макс                |
| 2004      | ф | Гарольд и Кумар уходят в отрыв               | Harold & Kumar Go to White Castle         | Голдстайн           |
| 2004      | ф | Рэй                                          | Ray                                       | Милт Шоу            |
| 2005—2010 | с | 4исла                                        | Numb3rs                                   | Чарли Эппс          |
| 2005      | ф | Миссия «Серенити»                            | Serenity                                  | Мистер Вселенная    |
| 2006      | ф | Бобби                                        | Bobby                                     | агент Фил           |
| 2007      | ф | Смерть в эфире                               | Live!                                     | Рекс                |
| 2008      | ф | Гарольд и Кумар 2: Побег из Гуантанамо       | Harold & Kumar Escape from Guantanamo Bay | Голдстайн           |
| 2011      | ф | Пингвины мистера Поппера                     | Mr. Popper’s Penguins                     | Кент                |
| 2011      | с | Клуб «Плейбоя»                               | The Playboy Club                          | Билли Роузен        |
| 2011      | ф | Убойное Рождество Гарольда и Кумара          | A Very Harold & Kumar 3D Christmas        | Голдстайн           |
| 2012—2013 | с | Партнёры                                     | Partners                                  | Джо Гудмен          |
| 2013      | ф | Конец света 2013: Апокалипсис по-голливудски | This is The End                           | в роли самого себя  |
| 2014      | ф | Судья                                        | The Judge                                 | Майк Каттан         |
| 2014—2016 | с | Хорошая жена                                 | The Good Wife                             | Джош Маринер        |
| 2015—2016 | с | Мамаша                                       | Mom                                       | Грегори             |
| 2016      | ф | Да здравствует Цезарь!                       | Hail, Caesar!                             | сценарист-коммунист |
| 2017—2019 | с | Двойка                                       | The Deuce                                 | Харви Вассерман     |
| 2018      | с | Год жизни по-библейски                       | Living Biblically                         | раввин Гил Эйблман  |
| 2018      | ф | Баллада Бастера Скраггса                     | The Ballad of Buster Scruggs              | француз             |
| 2019      | ф | Полицейский седан                            | Crown Vic                                 | Строук              |
| 2020      | с | Заговор против Америки                       | The Plot Against America                  | Монти Левин         |
| 2023      | ф | Оппенгеймер                                  | Oppenheimer                               | Исидор Айзек Раби   |